# Václav Březan
Václav Březan (* 1568 in Březno bei Laun, Leitmeritzer Kreis, Königreich Böhmen; † 1618) war ein Archivar, Bibliothekar und Historiograph der böhmischen Adelsfamilien Rosenberg und Schwanberg.

## Leben

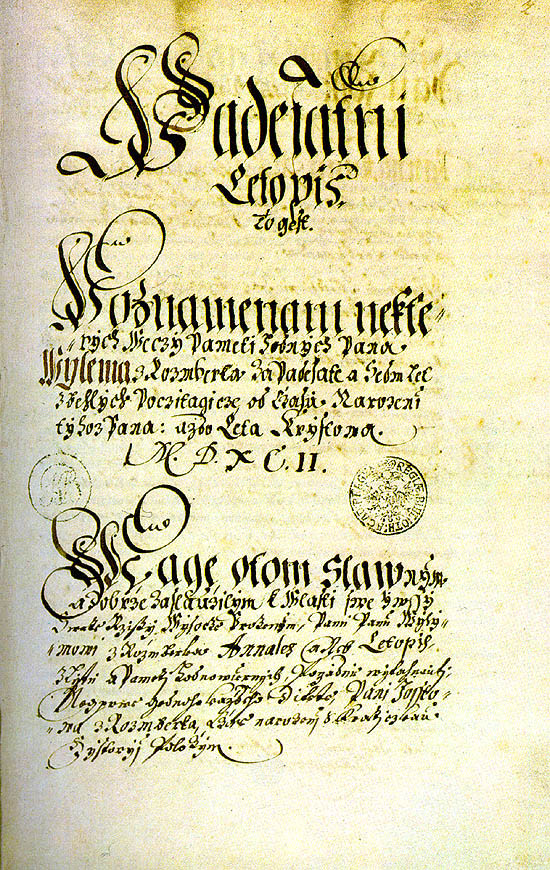
Březans Lebensbeschreibung des Wilhelm von Rosenberg – Titelblatt

Václav Březan war der Sohn eines Müllers. Seine Bildung erhielt er vermutlich in der Schule der Böhmischen Brüder in Jungbunzlau. 1584 studierte er an der reformierten Universität Heidelberg und ein Jahr später wahrscheinlich in Strassburg. Im Mai 1594 trat er als Schreiber in die Kanzlei des böhmischen Ständepolitikers Peter Wok von Rosenberg. Dieser war seit dem Tod seines Bruders Wilhelm von Rosenberg 1592 Regent des Hauses Rosenberg und residierte auf der Burg Krumau. Ab November 1596 wurde Václav Březan mit der Leitung und Ordnung des Rosenberger Archivs und der umfangreichen Rosenberger Bibliothek betraut. Nachdem Peter Wok nach dem Verkauf der Herrschaft Krumau 1602 Wittingau zu seiner Residenz bestimmt hatte, wurden auch das Archiv und die Bibliothek in das dortige Schloss verlegt. Nach dem Tod Peter Woks 1611, mit dem die Rosenberger im Mannesstamm erloschen, trat Václav Březan in die Dienste der Adelsfamilie Schwanberg, an die die Herrschaft Wittingau übergegangen war.
Václav Březan verfasste zahlreiche Abhandlungen über verschiedene Adelsgeschlechter sowie geistliche und andere Institutionen. Das Staatliche Archiv in Třeboň verfügt u. a. über mehrere von ihm erstellte handschriftliche Aufzeichnungen mit Registern der rosenbergischen Besitzungen, Privilegien, Freiheiten und Stiftungen. Der von ihm verfasste vierbändige Katalog der Rosenberg-Bibliothek wurde im Dreißigjährigen Krieg beim Prager Kunstraub zusammen mit der Rosenberg’schen Bibliothek von den Schweden nach Stockholm verschleppt, wo er sich in der Königlichen Bibliothek befindet.

## Rosenbergische Chronik
Václav Březans umfangreichstes Werk war die nicht mehr erhaltene Handschrift der „Rosenbergischen Chronik“ (Rožmberská historie) in fünf Bänden, das er auf Veranlassung Peter Woks verfasste. Sie enthielt die Lebensbeschreibungen aller Mitglieder dieser bedeutenden Adelsfamilie. Das erste Kapitel befasste sich mit den mythischen Anfängen der Witigonen, von denen die Rosenberger abstammten, das letzte Kapitel umfasste den Zeitraum bis 1545. Die Handschrift wurde in der zweiten Hälfte des 17. Jahrhunderts von dem Wittingauer Stiftspropst Norbert Heermann ins Deutsche übersetzt. Diese Übersetzung gab Matthäus Klimesch 1897 unter dem Titel „Norbert Heermann's Rosenberg'sche Chronik“ heraus.
Erhalten ist jedoch die von Březan in tschechischer Sprache verfasste Kurzfassung der Chronik, die er selbst lateinisch als „Compendium historiae rosenbergiacae extractum Anno Domini 1609 mense Novemb[ris] Třebonae“ und tschechisch als „Rosenberské kroniky krátký a summowuj wýtah“ (Kurzer und summarischer Auszug aus der Rosenbergischen Chronik) betitelte. Sie enthält auch kurze Lebensbilder der beiden letzten Rosenberger Wilhelm von Rosenberg und Peter Wok von Rosenberg. Da sich im rosenbergischen Archiv zahlreiche Dokumente befanden, die erst viel später als Fälschungen des 15. Jahrhunderts erkannt wurden, enthält der summarische Auszug zahlreiche Irrtümer. Dieser summarische Auszug wurde 1828 von František Palacký bearbeitet und im „Časopis společnosti vlastenského Museum v Čechách“ (Zeitschrift der Gesellschaft des vaterländischen Museums in Böhmen) veröffentlicht. Eine kommentierte Bearbeitung des summarischen Auszugs, in der die historischen Zusammenhänge erläutert und zahlreiche Irrtümer des Autors korrigiert werden, erschien in tschechischer Sprache 2005.

## Werke
- Žiwot Wiléma z Rosenberka (Die Lebensgeschichte von Willhelm von Rosenberg), W kommissí u Kronbergra a Řiwnáče, Prag 1847.
- Rosenberské kroniky krátký a summownj wýtah, sepsaný na konci léta 1609 w Třeboni od Wáclawa Březana [Kurzer und summarischer Auszug aus der Rosenberger Chronik, niedergeschrieben am Ende des Jahres 1609 in Wittingau von Václav Březan (herausgegeben von František Palacký)]. In: Časopis společnosti wlastenského Museum w Čechách 2, Heft 4 (1828) S. 39–88.
- Bibliotheca Rosenbergica (1602–1613) (Katalog)